# Řád svatého Ignáce z Antiochie
Řád svatého Ignáce z Antiochie (Order of St. Ignatius of Antioch) je záslužný katolický řád syrské katolické církve. Řád byl založen v roce 1985 patriarchou Hayekem pro laiky zasloužilé o syrskou církev. Jeho velmistrem je úřadující patriarcha.
Registr rytířských řádů uvádí tento patriarchální řád jako legitimní církevní vyznamenání.